# Ivan Naraks
Ivan Naraks, slovenski izdelovalec orgel, * 24. april 1869, Arja vas, † 14. julij 1924, Petrovče.

## Življenje in delo
Izdelovanja orgel se je sprva učil pri svojem očetu, nato pa se je 4 leta izpopolnjeval v Nemčiji, predvsem v Paderbornu in Berlinu, kjer je postal vodja delavnice. Po vrnitvi domov je orgle do 1906 izdeloval skupaj z očetom, nato pa se je osamosvojil. Novih orgel je napravil 12, zadnje za Dornavo pri Ptuju (1923); največje in najboljše so orgle z 21 registri na Teharjah (1909). Mnogo orgel je tudi popravil, zlasti po prvi svetovni vojni, ko je nadomeščal med vojno odvzete piščali z novimi.